# Montefalco rosso
Le Montefalco rosso   est un vin rouge DOCG d'Italie produit dans la région  de Montefalco, ville de  la province de Pérouse en Ombrie.

## Région de production
Le Montefalco rosso  est un vin DOCG dont la production est consentie uniquement dans la commune de Montefalco et dans la province de Pérouse.

## Caracteristiques
Le Montefalco rosso DOCG  implique l'utilisation de cépages Sagrantino (10 % - 15 %)
et Sangiovese (60 % - 70 %).

## Caractéristiques organoleptiques
- Couleur : Rouge rubis.
- Parfum : parfum caractéristique et delicat.
- Goût : juste et harmonieux.

## Consommation
Le Montefalco rosso se sert avec de la viande braisée, rôtis et gibier.

## Production
Province, saison, volume en hectolitre
- Pérouse  (1993/94)  4084,16
- Pérouse  (1994/95)  3395,02
- Pérouse  (1995/96)  4340,56
- Pérouse  (1996/97)  4626,78

## Sources
- Voir liens externes